# Ahorn-Lindenwald
Das Naturschutzgebiet Ahorn-Lindenwald wurde am 14. November 1969 vom Regierungspräsidiums Nordwürttemberg  durch Verordnung ausgewiesen. Es liegt auf dem Gebiet der Gemeinde 
Ilshofen im Landkreis Schwäbisch Hall in Baden-Württemberg.

## Lage und Beschreibung
Das Naturschutzgebiet liegt am rechten Talhang des Jagsttals zwischen Diembot und Hessenau, eingebettet in das Landschaftsschutzgebiet Mittleres Jagsttal mit Nebentälern und angrenzenden Gebieten. Es gehört zum Naturraum der Kocher-Jagst-Ebenen. Es ist Bestandteil des FFH-Gebiets Jagst bei Kirchberg und Brettach.
Das Gebiet ist vollständig mit einem Ahorn-Linden-Wald auf einer Blockschutthalde bestockt. Am Oberhang wird es durch ein Felsband des hier anstehenden Oberen Muschelkalks abgeschlossen. 